# Mora (Film)
Mora (mongolischer Originaltitel: Мора) ist ein mongolischer Animationsfilm von Otgonbayar Chuluunmunkh, der 2017 veröffentlicht wurde.

## Handlung
In dem Film geht es um Tergel, einen egoistischen, sozial inkompatiblen jungen Mann, der einen fliegenden Roboter erfunden hat, den er „Mora“ nennt. Tomo, der sich für das innovative Betriebssystem des Designers interessiert, wird Böses tun und alle möglichen schlechten Dinge tun. Er verliebt sich in ein Mädchen, doch während des Films geht Moras Betriebssystem verloren und seine Freundin verschwindet.

## Produktion und Veröffentlichung
Produziert wurde der Film von Amjilt Animation Studio. Es ist der erste 3D-Animationsfilm, der in der Mongolei produziert wurde. Der Film wurde am 1. September 2017 veröffentlicht.